# Gnomidolon sylvarum
Gnomidolon sylvarum là một loài bọ cánh cứng trong họ Cerambycidae.